# Nazar Jumabekov
Nazar Jumabekov, né le 3 janvier 1987, est un coureur cycliste kazakh.

## Palmarès
- 2010
  - 3e des Paths of King Nikola

## Classements mondiaux
| Année         | 2010 | 2011 | 2012 | 2013 |
| ------------- | ---- | ---- | ---- | ---- |
| UCI Asia Tour | 269e | 203e | 343e | 342e |